# Distretto di Mount Hagen
Il distretto di Hagen, in inglese Hagen District, è un distretto della Papua Nuova Guinea appartenente alla Provincia degli Altopiani Occidentali. Ha una superficie di 523 km² e 70.000 abitanti (stima nel 2000)